# Коледж Святого Алоїзія
Коледж святого Алоїзія — конкурсна платна приватна єзуїтська денна школа в Глазго, Шотландія. Він був заснований у 1859 році єзуїтами, які раніше працювали в коледжах, і названий на честь святого Алоїзія Гонзаги. Його сильний єзуїтський дух наголошує на дотриманні римо-католицької віри як у церкві, так і в громаді, з багатьма благодійними та громадськими групами в школі, хоча зараз у школі немає єзуїтів.
Коледж Святого Алоїзія — це школа спільного навчання з дитячим садком, молодшою та старшою школами. Є чотири будівли: Алоїзія Гонзаги, Ігнатія Лойоли, Джона Огілві та Франциска Ксаверія, названі на честь єзуїтських святих.
Девіз коледжу — Ad majora natus sum, що означає «Я народжений для більших речей». Як і в багатьох єзуїтських школах, учням наказують робити AMDG (Ad Majorem Dei Gloriam — «На більшу славу Бога») на всіх роботах. Емблемою школи є орел, а гімном коледжу є Carmen Aloisianum.

## Історія

### Заснування
Школа була заснована 12 вересня 1859 року на Шарлотт-стріт, поблизу Глазго-Грін, у Іст-Енді Глазго. Тут жила переважно мігрантська католицька громада міста з Ірландії та Шотландського нагір'я, обидві групи яких мала обслуговувати школа. З 1866 року головний кампус коледжу розташований у Гарнетхілл на північній стороні центру міста Глазго, поруч зі Школою мистецтв Глазго. Спочатку школа була тільки для хлопчиків. У 1979 році політика прийому була змінена губернаторами під час перебування директора Генрі Ентоні Річмонд SJ і учениці стали прийняті у школі. Зараз дівчата становлять половину складу учнів.

### Будівлі
Будівлі включають оригінальну італійську будівлю Чандлері, включаючи адміністративний блок, бібліотеку та трапезну. Його розширення 1908 і 1926 років відомі під загальною назвою The Hanson Building, в якому розташовані кабінети для мов і гуманітарних дисциплін, а також шкільна каплиця та спортзал.
Будівля Маунт, у якій спочатку з 1882 року розташовувалася перша в місті Королівська лікарня для хворих дітей, і донедавна розміщувалася молодша школа (спонсором якої є Сент-Джон Огілві), сьогодні розташовується музика, мистецтво та драма, а також дитячий садок.
Більш сучасні доповнення включають будівлю Клавіуса, де розміщено факультет математики, природничих наук і технологій, і будівлю молодшої школи, обидва з яких отримали архітектурні нагороди RIBA і були визнані одними з найкращих сучасних шотландських будівель.
У 2011 році кількість будівель і розмір кампусу зросли завдяки придбанню території та будівель монастиря милосердя. Будівля використовується для проведення додаткових допоміжних уроків, а також мають спортивної зали для учнів, кабінети та кімнати персоналу.

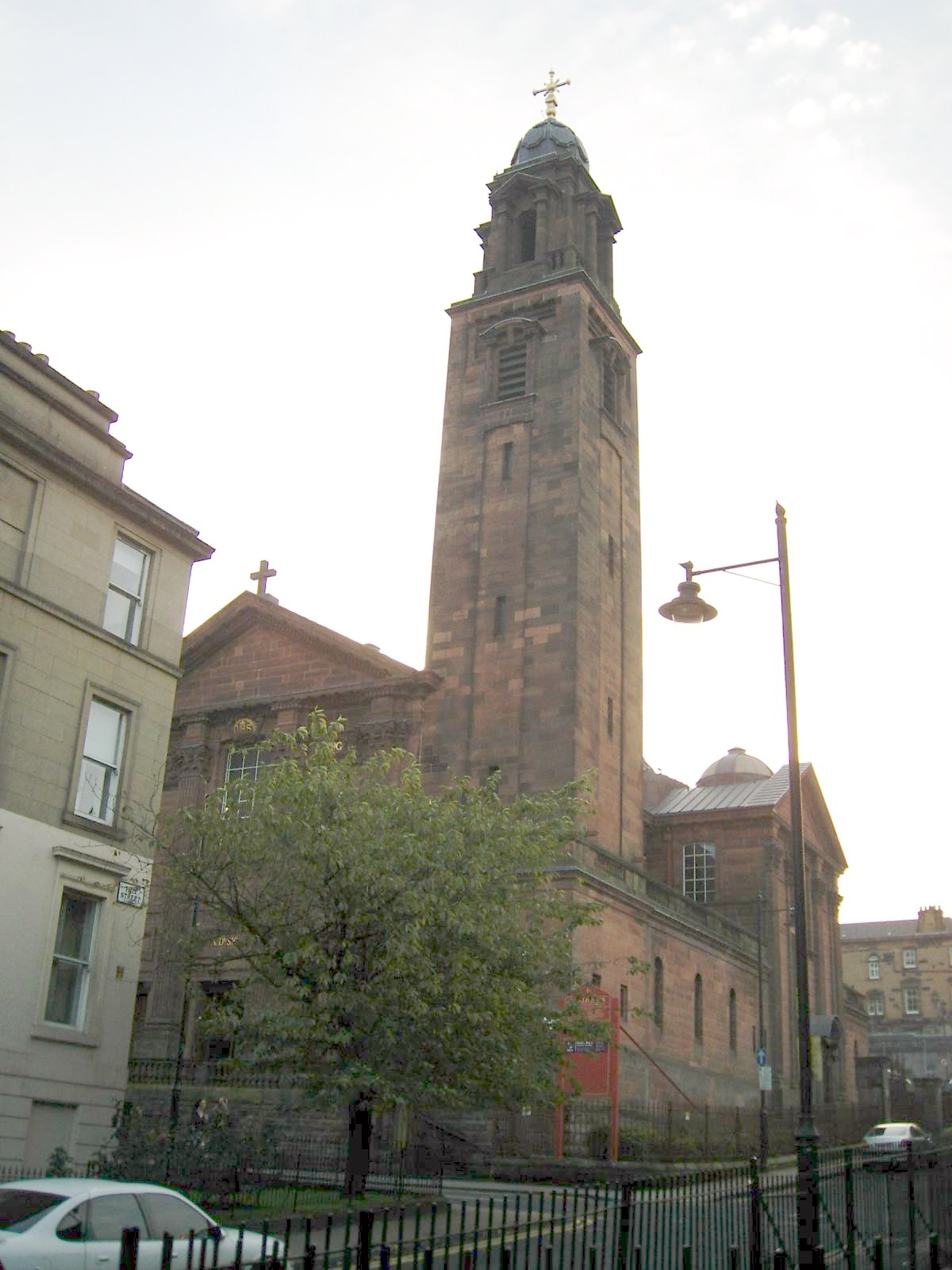
Церква Святого Алоїзія, пов'язана з коледжем

Школа має тісні стосунки з єзуїтською парафіяльною церквою Св. Алоїзія, яка знаходиться поруч. Церква регулярно використовується коледжем, і меси пропонуються як для учнів молодшої, так і для учнів старшої школи. Будівля внесена до списку категорії А, спроектована Сі Джей Менартом у стилі відродження бароко та створена за зразком церкви Джезу, оригінальної резиденції єзуїтів у Римі.
У кампусі коледжу нещодавно було побудовано новий спортивний зал, який відкритий для використання з серпня 2017 року. Основні спортивні майданчики школи знаходяться на північно-східній околиці міста в Міллерстоні.

### Директори
- Отець Вільям Форрестер, SJ — (1977)
- Отець Генрі Ентоні Річмонд, SJ — (1977—1991)
- Рев. Доктор Джеймс Хенві SJ (1991—1995)
- Отець Адріан Портер, SJ — (1995—2004)
- Пан Джон Е. Стоер — (2004—2013)
- Містер Джон Браун — (2013—2016)
- Містер Метью Бартлетт — (2016—2022)
- Містер Патрік Дойл — (з 2023)

## Молодша школа та дитячий садок
Дитячий садок та молодша школа коледжу St Aloysius у Глазго приймають дітей віком від 3 до 12 років. Дитячий садок розташований у Маунт-Білдінг, а молодша школа — у сучасній будівлі на Хілл-стріт. Окрім відвідування уроків у молодшій школі, учні також отримають підготовку до таїнств Примирення, Миропомазання та Першого Святого Причастя в рамках триразового шкільного навчання для їхнього академічного, соціального та духовного життя.

## Будинки
Система будинків була представлена настоятелем Fr. Adrian J Porter SJ у 1997 році. Чотири будинки, названі на честь видатних єзуїтських святих, змагаються один з одним у таких змаганнях, як регбі, хокей, легка атлетика, міжбудинкові дебати та вікторини. Кожен будинок також має господаря та колір:
- Алоїзіус Гонзага: Блакитний
- Ігнатій Лойола: Червоний
- Джон Огілві: Грін
- Франциск Ксаверій: Золото

Під керівництвом директора Джона Е. Стоера система будинків була замінена системою років, за винятком спорту та шахів. Це означало, що замість того, щоб кожен будинок мав власного господаря, кожен рік мав голову року та заступника голови року.
Раніше учнів поділяли на «римлян» і «карфагенян», причому «перемоги» проголошувались за хорошу роботу. Їх підсумовували наприкінці навчального року та присуджували дому з найбільшою кількістю перемог.
Станом на 2016 рік більше не існує Campion House, а замість нього Gonzaga, названого на честь покровителя школи.

## Спорт
У 2016 році регбійна команда Алойзіуса виграла Шкільний фінал Кубка Шотландії з регбі U16, а в 2022 році команда U18 1st XV виграла фінал шкільного щиту.

## Відомі колишні учні
- А. Дж. Кронін (1896—1981) — автор

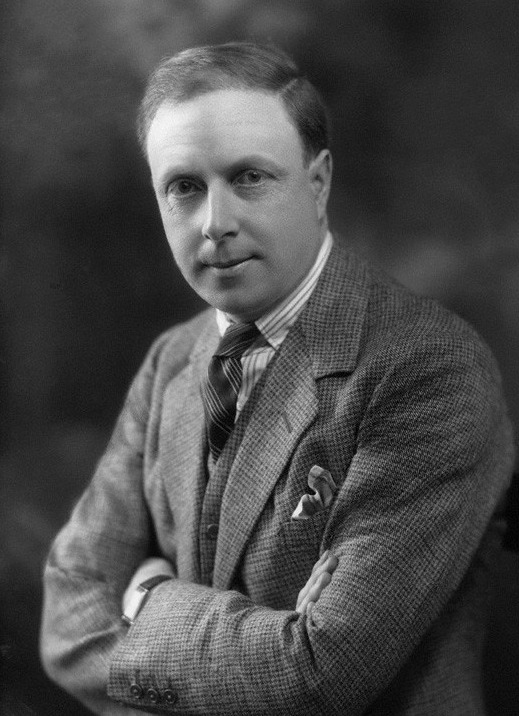
А. Й. Кронін, випускник коледжу

- Canon Sydney MacEwan (1908—1991) — співак
- Ян Беннен (1928—1999) актор
- Джеймс Логран (нар. 1931) диригент
- Том Конті (нар. 1941) — актор
- Шон Скенлан (1948—2017) — актор
- Крістофер Вайт (нар. 1952) — прозаїк
- Пол Коя (нар. 1955) — телеведучий
- Фред Моррісон (нар. 1963) — музикант
- Джон Каммінгс, музикант
- Армандо Яннуччі (нар. 1963) — комік
- Хардіп Сінгх Колі (нар. 1969) — телеведучий
- Брендан О'Харе (нар. 1970) — музикант
- Санджив Колі (нар. 1971) — комік

Академічні та медичні доктори
- Оуен Ханневей (1939—2006) — історик
- Патрік Дж. О'Доннелл (1948—2016) — викладач університету
- Професор сер Гаррі Бернс (нар. 1951 р.) — колишній головний медичний офіцер Шотландії, нині професор глобальної громадської охорони здоров'я в Університеті Стратклайда
- Професор Джон Джозеф Холдейн (нар. 1954) — професор філософії
- Професор Пол Дуріш (нар. 1966) — професор інформатики

Політики та діячи права
- Джеймс Марлі (1893—1954) — політик
- Джон Томас Вітлі (1908—1988) — барон Вітлі, політик і суддя
- Патрік Кавана CBE (1923—2013), старший офіцер поліції
- Джозеф Белтрамі (1932—2015) — адвокат Глазго
- Джеймс Стюарт Гордон (1936—2020) — лорд Гордон зі Стратблейна, CBE
- The Rt Hon Lord Gill (нар. 1942) — колишній лорд-президент Сесійного суду
- Майкл Скенлан (1946—2015) — колишній президент Товариства юристів Шотландії[10]
- Джеральд Мелоун (нар. 1950) — колишній член парламенту
- Пол Макбрайд (1964—2012) — QC, юрист
- Остін Лафферті, (нар. 1959) колишній президент Товариства юристів Шотландії[11]
- Поллі Хіггінс (1968—2019) — адвокат, письменниця та міжнародний юрист-еколог, засновник ініціативи ECOCIDE, прихильник визнання екоциду кримінальним злочином

Релігійні діячи
- Джон Магуайр (1851—1920) — архієпископ Глазго
- Преподобний Джеймс Блек (1894—1968) — перший єпископ Пейслі
- Преподобний Джеймс Дональд Сканлан (1899—1976) — колишній архієпископ Глазго
- Преподобний Стівен Макгілл (1912—2005) — колишній єпископ Аргайла та островів і другий єпископ Пейслі
- Преподобний Джеймс Дж. Квін (1919—2010) — священик, автор гімнів та екуменіст.
- Моріс Тейлор (нар. 1926), єпископ єпархії Галловей
- Преподобний Пітер Ентоні Моран (нар. 1935) — почесний єпископ Абердінського

Спортсмени
- Чарлі Черч (1929—2010) — футболіст[12]
- Девід Ральф (нар. 1972) — хокеїст, тренер збірної Великобританії та Англії з хокею
- Карло ді Чіакка (нар. 1977) — колишній регбіст
- Саймон Лінч (нар. 1982) — футболіст
- Райан О'Лірі (нар. 1987) — футболіст
- Джо Коффі (нар. 1988) — професійний рестлер
- Ден Йорк — регбіст
- Джеймс Крейг — регбійний союз — колишній шотландський міжнародний гравець з регбі